# Velesunio ambiguous
Velesunio ambiguous е вид речна мида от семейство Hyriidae.

## Разпространение
Видът е разпространен в Австралия (Куинсланд, Нов Южен Уелс, Виктория и Южна Австралия).